# Marion Trémontels
Marion Trémontels, née le 14 janvier 1988 à Périgueux, (Dordogne), est une actrice française.

## Biographie
Elle débute à la télévision à dix-sept ans dans le téléfilm Le Sang des fraises du réalisateur Manuel Poirier aux côtés de Cécile Rebboah et Fanny Cottençon. Le film est sélectionné en compétition au Festival de la fiction TV de Saint-Tropez 2006 et obtient deux prix, meilleure interprétation féminine et meilleure musique. 
Elle se forme en intégrant le Studio-théâtre d'Asnières, puis entre au Conservatoire national supérieur d'art dramatique en 2010 où elle travaille avec Daniel Mesguich, Dominique Valadié et Nathalie Baye.
En 2011, Jean-Marc Roberts lui propose de présenter Toxique de Françoise Sagan pour les éditions Stock au festival littéraire Le Monde des livres, c'est sa première expérience théâtrale.
Elle fait partie de la promotion 2013 du Conservatoire et continue à multiplier les apparitions dans divers téléfilms et séries télévisées populaires et commence en parallèle une carrière au théâtre. 
Elle joue notamment à l'Espace Cardin La Fiancée aux yeux bandés d'Hélène Cixous mise en scène par Daniel Mesguich, et décroche son premier rôle important sur scène en 2016 au Théâtre de la Tempête, mise en scène par Philippe Baronnet dans l'œuvre de Ferdinand Bruckner Maladie de la jeunesse. Elle y tient le rôle principal de Marie aux côtés de Clovis Fouin et Louise Grinberg,,.
En 2017, elle est Kate, rôle principal féminin de Blasted de Sarah Kane, mis en scène au Théâtre-studio d'Alfortville par Christian Benedetti,,.
Elle collabore depuis 2015 avec Matthieu Dessertine et Clara Ponsot à la création en Dordogne du Festival Pampa, festival de théâtre populaire ayant pour but de décentraliser l'accès à la culture,. Pierre Cassignard parraine le collectif qui monte successivement William Shakespeare, Lewis Carroll, Victor Hugo, Anton Tchekhov, Ödön von Horváth, Molière.
Au cinéma, elle débute en 2011 avec Laetitia Masson dans Dimanche noir, court métrage, aux côtés d'Elsa Zylberstein, Hélène Fillières et Aurore Clément.
En 2013, elle est Nina dans Études pour un paysage amoureux, premier long métrage de Clément Schneider avec le soutien de La Femis. En 2015 elle est Véra dans Anton Tchekhov - 1890, le dernier film du cinéaste René Féret, avec Nicolas Giraud et Lolita Chammah.
En juillet 2019, elle rejoint l'équipe de la série télévisée La Guerre des trônes, la véritable histoire de l'Europe, pour incarner l'infante d'Espagne Anne d'Autriche aux côtés de Bruno Solo et Valeria Cavalli.

## Filmographie

### Cinéma

#### Court métrage
- 2011 : Dimanche noir de Laetitia Masson

#### Longs métrages
- 2013 : Études pour un paysage amoureux de Clément Schneider
- 2015 : Anton Tchekhov - 1890 de René Féret
- 2018 : Traverser la montagne de Jean-Paul Civeyrac
- 2019 : Je voudrais que quelqu'un m'attende quelque part d'Arnaud Viard
- 2021 : Rencontres de Laetitia Masson

### Télévision
- 2006 : Le Sang des fraises de Manuel Poirier
- 2007 : Plus belle la vie
- 2007 : Famille d'accueil de Marion Sarraut
- 2008 : Plus belle la vie
- 2009 : Duel en ville de Pascal Chaumeil
- 2010 : Section de recherches d'Alexandre Pidoux
- 2011 : Famille d'accueil de Bertrand Arthuys
- 2012 : Le juge est une femme d'Alexandre Laurent
- 2013 : Joséphine, ange gardien de Pascal Heylbroeck
- 2014 :  Yes vous aime de Bertrand Usclat
- 2015 : VDM, la série de Fouad Benhammou
- 2017 : Commissaire Magellan d'Éric Duret
- 2018 : Secrets d'Histoire de Jean-Louis Remilleux
- 2019 : Victor Hugo, ennemi d'État de Jean-Marc Moutout
- 2020 : La Guerre des trônes, la véritable histoire de l'Europe Saison 3 1618-1628 ( Anne d'Autriche ) de Vanessa Pontet et Alain Brunard

### Doublage
- 2019 : Chesapeake Shores de Terry Ingram pour Netflix : voix de Nicole LaPlaca, direction Patricia Legrand chez Dubbing Brothers
- 2020 : El Cid de José Velasco, saison 1 et 2 pour Prime Video, direction Hervé Rey chez Deluxe

## Théâtre
- 2010-2013 : Conservatoire national supérieur d'art dramatique avec Daniel Mesguich, Dominique Valadié, Philippe Calvario, Nathalie Baye, René Féret, Pierre Aknine
- 2011 : Toxique[12] de Françoise Sagan, éditions Stock, présenté avec Jean-Marc Roberts au festival littéraire Le Monde des livres
- 2011 : La Fiancée aux yeux bandés d'Hélène Cixous, mise en scène de Daniel Mesguich au Théâtre de la Ville, espace Pierre Cardin
- 2012 : Ici les corbeaux volent sur le dos, mise en scène Christophe Maltot au Conservatoire national supérieur d'art dramatique
- 2012 : Godard-théâtre, mise en scène Jean-Damien Barbin au Conservatoire national supérieur d'art dramatique
- 2013 : L'Amour de Phèdre de Sarah Kane et L'Homosexuel de Copi, mise en scène Philippe Calvario au Conservatoire national supérieur d'art dramatique
- 2013 : Tiens on aperçoit le Ventoux dans la brume, mise en scène Dominique Valadié au Conservatoire national supérieur d'art dramatique
- 2013 : Ligne 5 le musical, mise en scène de Marlène Goulard au Conservatoire national supérieur de musique et de danse de Paris
- 2013 : Entrez et fermez la porte[13] de Raphaële Billetdoux, mise en scène de Marie Billetdoux au Ciné 13 Théâtre
- 2014 : Waterproof, mise en scène de Raouf Raïs au Théâtre La Loge
- 2015 : Les Liaisons dangereuses de Pierre Choderlos de Laclos, mise en scène de David Géry au Festival Les nuits d'Eymet
- 2015 : Couac d'Émilie Vast, mise en scène d'Angélique Friant au Théâtre des Sablons, Théâtre Mouffetard, Théâtre de Vanves, Opéra de Canton, Opéra de Shenyang, Théâtre de Xian, Grand Théâtre de Hunan, Grand Théâtre de Shenyang
- 2016 : Maladie de la jeunesse de Ferdinand Bruckner, mise en scène de Philippe Baronnet au Théâtre de la Tempête, Théâtre de Vire
- 2017 : Ivanov d'Anton Tchekhov, mise en scène de Benjamin Porée au Point Éphémère, au Festival Pampa
- 2017 : Notre jeunesse d'Alexis Barbosa au Théâtre La Loge
- 2017 : Blasted de Sarah Kane, mise en scène de Christian Benedetti, au Théâtre-Studio d'Alfortville
- 2018 : Casimir et Caroline d'Ödön von Horváth, mise en scène Florent Hu au Festival Pampa
- 2019 : La Colombe et l'Épervier, lettres de François-René de Chateaubriand, mise en scène de Benoit Marbot à La Maison Chateaubriand, au Centre culturel de Levallois, au Théâtre de Nesle
- 2020 : Dom Juan de Molière, mise en scène de Matthieu Dessertine au Festival Pampa[14]
- 2020 : Règne, mise en scène de Idir Chender au Théâtre La Flèche[15]
- 2020 : Romance de Catherine Benhamou, mise en scène de Heidi-Eva Clavier à Anis-Gras le lieu de l'autre[16], scène conventionnée d'Arcueil
- 2020 : Je suis bizarre, mise en scène d'Astrid Bayiha au Jeune Théâtre national[17] et au Lavoir Moderne Parisien[18].